# Sanitec
Sanitec war ein europäischer Sanitärkeramikproduzent mit Hauptsitz ist in Helsinki, der sich seit 2015 im vollständigen Besitz von Geberit befindet. Das Unternehmen besaß mehrere europäische Keramikmarken mit 18 Produktionsstätten.

## Geschichte
Sanitec wurde 1990 als Tochtergesellschaft von Wärtsilä gegründet. Ab 1999 wurde Sanitec an der Börse Helsinki gehandelt. Diese Börsennotierung endete am 1. November 2001 nach der Übernahme durch Pool Acquisition Helsinki Oy, einer Gesellschaft, mit der Sanitec am 31. März 2002 fusionierte. Anfang 2005 wurde die fusionierte Gesellschaft komplett durch EQT übernommen. Am 10. Dezember 2013 erfolgte ein erneuter Börsengang an der Börse Stockholm.
Am 14. Oktober 2014 kündigte der Schweizer Sanitärtechnikkonzern Geberit an, Sanitec für 9,7 Milliarden schwedische Kronen (rund 1,06 Milliarden Euro) übernehmen zu wollen. Bis zum 11. Februar 2015 hatte Geberit 99,22 % der Aktien erworben und das Delisting der Aktien von der Börse erfolgte daraufhin am 27. Februar 2015.

## Marken (Jahr des Erwerbs durch Sanitec)
- Allia, Frankreich (1991)[1][5]
- IDO, Finnland
- Ifö, Schweden (1981)
- Keramag, Deutschland (1991)
- Koło, Polen (1993)
- Koralle, Deutschland
- Porsgrund, Norwegen (1985)
- Pozzi-Ginori, Italien (1993)
- Selles, Frankreich
- Sphinx, Niederlande (1999)
- Twyford Bathrooms, Vereinigtes Königreich (2001)

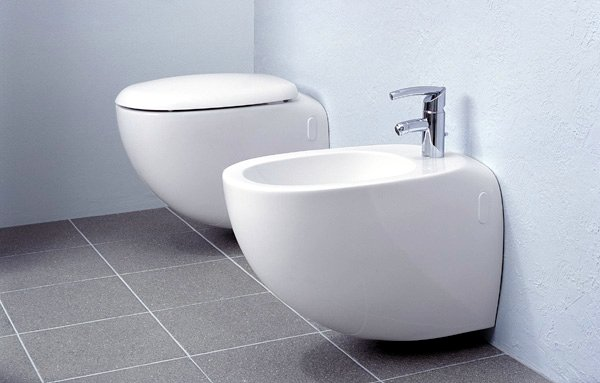
Bidet von Koło, einer Sanitec-Tochtergesellschaft

- Varicor, Deutschland (1998)